# Donangú Barrio Arriba
Donangú Barrio Arriba är en ort i Mexiko.   Den ligger i kommunen Huayacocotla och delstaten Veracruz, i den sydöstra delen av landet, 130 km nordost om huvudstaden Mexico City. Donangú Barrio Arriba ligger 2 559 meter över havet och antalet invånare är 146.
Terrängen runt Donangú Barrio Arriba är huvudsakligen kuperad. Donangú Barrio Arriba ligger uppe på en höjd. Runt Donangú Barrio Arriba är det ganska glesbefolkat, med 43 invånare per kvadratkilometer. Närmaste större samhälle är Carbonero Jacales, 5,4 km norr om Donangú Barrio Arriba. I omgivningarna runt Donangú Barrio Arriba växer huvudsakligen savannskog.